# Dekanat Strumień
Dekanat Strumień – jeden z 23 dekanatów katolickich wchodzących w skład diecezji bielsko-żywieckiej, w którego skład wchodzi 12 parafii, które w 2005 zamieszkiwało łącznie ok. 29 tysięcy wiernych.

## Historia
Dekanat Strumień powstał w 1738, w ramach większej reorganizacji diecezji wrocławskiej. Z dekanatu cieszyńskiego przydzielono parafię w Strumieniu, z frysztackiego Pruchną, a z żorskiego Pawłowice, Pielgrzymowice i Studzionkę. Dekanat podlegał komisariatowi w Cieszynie, utworzonemu w 1654. W wyniku wojen śląskich obszar dekanatu został przedzielony nową granicą prusko-austriacką. Według schematyzmu diecezji wrocławskiej z 1748 dekanat strumieński posiadał 5 parafii, z czego 3 po pruskiej stronie granicy. W 1770 do zarządzania dekanatami i parafiami pozostałymi w monarchii Habsburgów powołano Wikariat generalny austriackiej części diecezji wrocławskiej. W 1777 utworzono dekanat skoczowski, do którego przydzielono strumieńską parafię.
Według schematyzmów kościelnych z 1847 i 1848 na dekanat Strumień składały się 4 parafie (Kończyce Wielkie, Pruchna, Strumień, Zarzecze) i 1 lokalia (Ochaby).
W 1919 dekanat posiadał 6 parafii: Kończyce Wielkie, Kończyce Małe, Ochaby, Pruchna, Strumień i Zarzecze. W 1925 wraz z dekanatami Bielsko, Cieszyn i Skoczów został włączony do nowej diecezji katowickiej. Według schematyzmu diecezji katowickiej z 1927 dekanat strumieński składał się z powyższych 6 parafii oraz Zebrzydowic, w 1938 ponadto była parafia w Chybiu.

## Przełożeni
- Dziekan: ks. Marian Brańka
- Wicedziekan: ks. Bogdan Biel
- Ojciec duchowny: o. dr Wit Chlondowski OFM[10]
- Duszpasterz Służby Liturgicznej: ks. Bartłomiej Kijas
- Dekanalny Wizytator Katechizacji: ks. Jacek Urbaczka
- Dekanalny Duszpasterz Rodzin: ks. Dariusz Paneth
- Dekanalny Duszpasterz Młodzieży: ks. Łukasz Gąsiorek

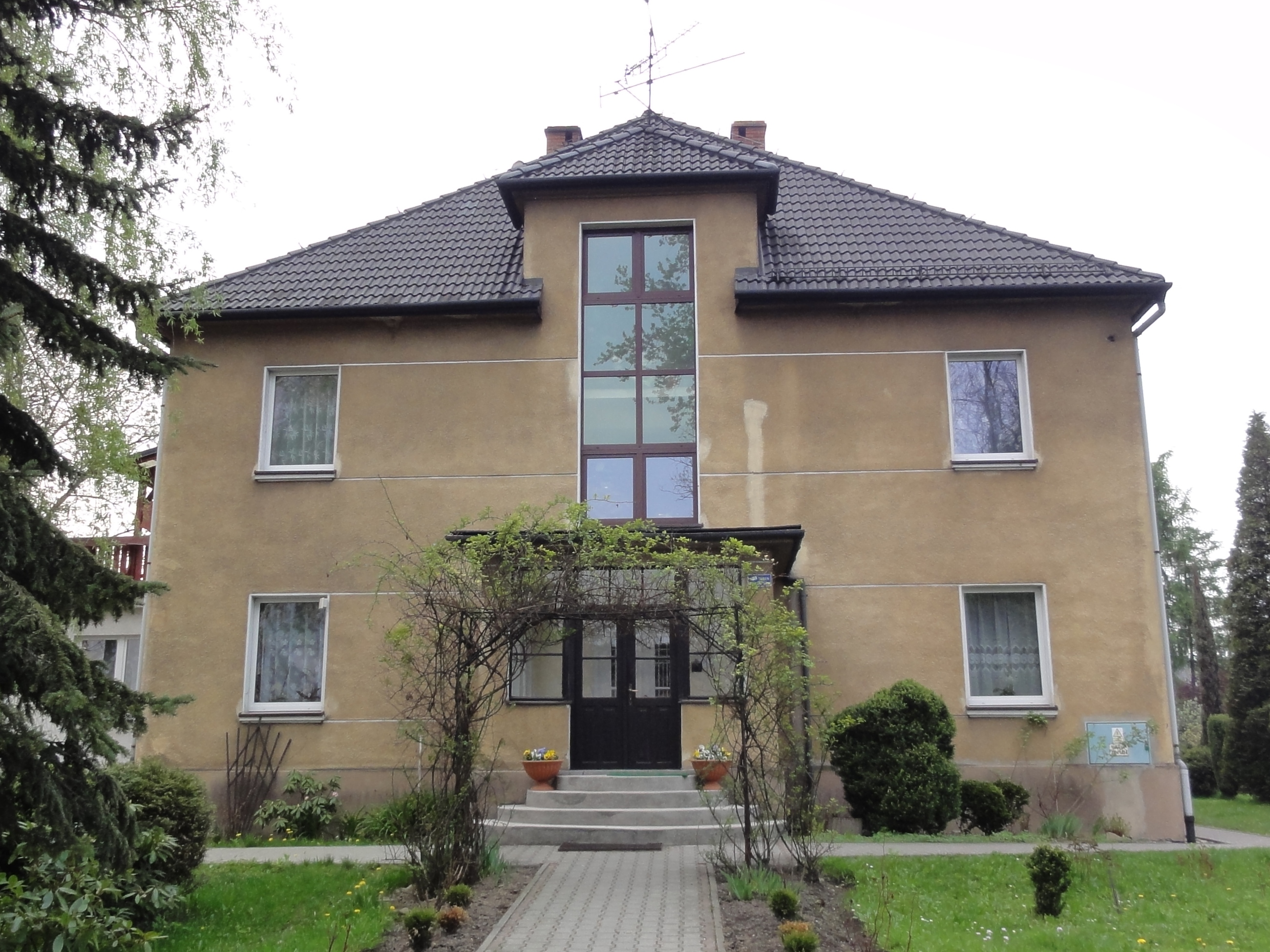
Była siedziba dziekana w Strumieniu

## Parafie
- Bąków: Parafia Miłosierdzia Bożego
- Chybie: Parafia Chrystusa Króla
- Drogomyśl: Parafia Matki Bożej Częstochowskiej
- Kończyce Małe: Parafia Narodzenia NMP
- Kończyce Wielkie: Parafia Świętego Michała Archanioła
- Marklowice Górne: Parafia Świętego Jozafata Kuncewicza
- Ochaby: Parafia św. Marcina
- Pruchna: Parafia św. Anny
- Strumień: Parafia św. Barbary
- Zabłocie: Parafia Matki Bożej Różańcowej
- Zaborze: Parafia Matki Sprawiedliwości i Miłości Społecznej
- Zebrzydowice: Parafia Wniebowzięcia NMP